# Travira Air
Travira Air (IATA: TR) es una aerolínea con base en Yakarta, Indonesia. Opera vuelos chárter entre las ciudades indonesias y otros países asiáticos, a pesar de ser una compañía pequeña.
Los aviones de Travira son contratados por largos periodos de tiempo por las principales compañías mineras, como ExxonMobil, West Natuna Consortium, y las compañías mineras de Sumbawa y el Este de Kalimantan.

## Flota

### Flota Actual
En junio de 2022 Travira Air opera las siguientes aeronaves:
| ATR 42-600 | 1 | — |     |  |  |  |
| ATR 72-600 | 2 | — | Y68 |  |  |  |
| Total      | 3 | — |     |  |  |  |

La flota de la aerolínea posee a junio de 2022 una edad promedio de: 5.6 años.